# Сопіт (річка)
Со́піт (Сопотя́нка) — мала річка в Стрийському районі Львівської області України, права притока Стрию (басейн Дністра).

## Розташування
Розміщена в гірському масиві Сколівські Бескиди, на хребті Сопітські Полонини. Бере початок на північному схилі гори Великий Верх (1177,5 м). Тече переважно на північний схід через село Сопіт і впадає в річку Стрий, праву притоку Дністра.

## Опис

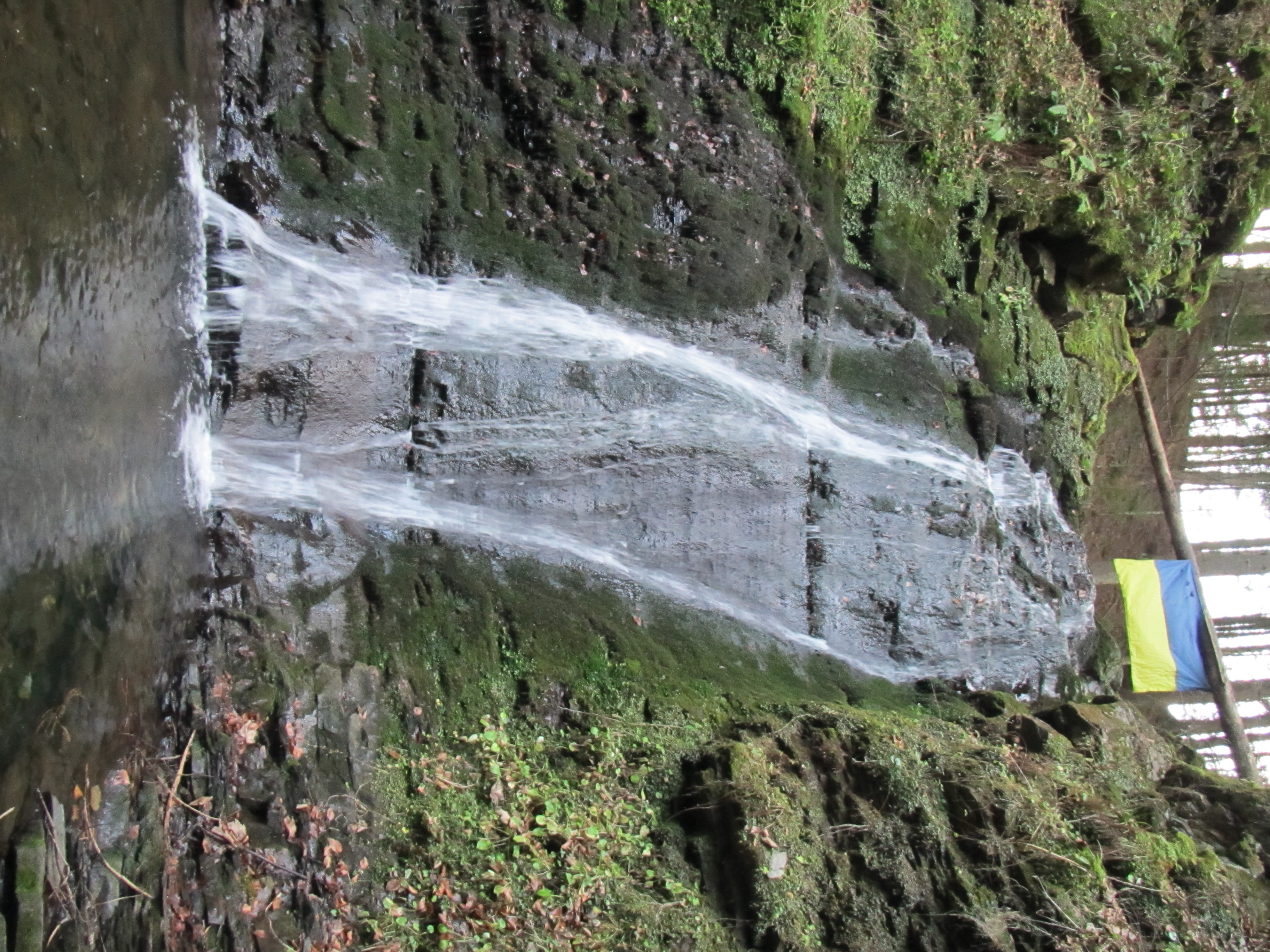
Водоспад Сопіт

Назва річки походить від «сопоту», тобто шуму води.
Довжина річки приблизно 6 км. Висота витоку річки над рівнем моря — 1050 м, висота гирла — 436 м, падіння річки — 408 м, похил річки — 68 м/км. Формується з багатьох безіменних струмків.   На лівій притоці річки неподалік від південної околиці села Сопіт утворено водоспад висотою 8 м.
Долина річки входить до  Національного природного парку «Сколівські Бескиди», в складі якого є лісівниче урочище «Сопіт», що простягнулось вздовж річки та  має унікальні цінні ялицеві насадження.
По долині річки прокладено екологічний маршрут «Сопітські мандри від водоспаду до полонини». Річка тече по буково-ялицевим лісам та криволіссю.